# La Vall de Boí (kommun)
La Vall de Boí är en kommun i Spanien.   Den ligger i provinsen Província de Lleida och regionen Katalonien, i den nordöstra delen av landet, 400 km nordost om huvudstaden Madrid. Antalet invånare är 1 052. Arean är 219 kvadratkilometer. La Vall de Boí gränsar till El Pont de Suert, Vilaller, Naut Aran, Espot, La Torre de Cabdella och Sarroca de Bellera. 
Terrängen i La Vall de Boí är huvudsakligen bergig, men åt sydväst är den kuperad.
La Vall de Boí delas in i:
- Durro i Saraís